# Tara Rivers
Tara Rivers là một chính trị gia người Cayman, hiện là Bộ trưởng Bộ Dịch vụ Tài chính và Nội vụ, và trước đây là Bộ trưởng Bộ Giáo dục.

## Sự nghiệp
Năm 15 tuổi, bà nhận được học bổng từ United World College. bà theo học Đại học Brandeis ở Waltham, Massachusetts, nơi bà học ngành tâm lý học. Rivers sau đó đến Đại học York ở Toronto, Ontario, nơi bà lấy bằng luật tại Trường Luật Osgoode Hall và bằng Thạc sĩ Quản trị Kinh doanh (MBA) tại Trường Kinh doanh Schulich. Sau khi tốt nghiệp, Rivers ban đầu làm luật sư ở London, trước khi quay trở lại Quần đảo Cayman nơi bà trở thành một bàng chức. Trong thời gian đó, bà đã tham gia vào chính sách thanh niên quốc gia và giúp thành lập Trung tâm tài nguyên phụ nữ.
Bà đã ứng cử trong cuộc tổng tuyển cử ở Cayman, 2013, ở West Bay South. Sau bầu cử, bà được bổ nhiệm làm Bộ trưởng Giáo dục. Trong thời gian làm Bộ trưởng Giáo dục, đã tăng 42% số lượng sinh viên nhận học bổng trong Quần đảo Cayman. Sau cuộc bầu cử lại tại cuộc tổng tuyển cử năm 2017, bà trở thành Bộ trưởng Bộ Dịch vụ Tài chính và Nội vụ mới. bà đã nói về các vấn đề với các ngân hàng Cayman bị tịch thu các khoản vay vào tháng 11 năm 2017. bà là một trong một số chính trị gia Cayman có các trang Facebook giả mạo được thiết lập để thu hút tiền từ những người theo dõi.